# ریچارد گرین
ریچارد گرین (انگلیسی: Richard Greene؛ ۲۵ اوت ۱۹۱۸ – ۱ ژوئن ۱۹۸۵) یک هنرپیشه اهل بریتانیا بود.

## فیلم‌شناسی
از فیلم‌ها یا برنامه‌های تلویزیونی که وی در آن نقش داشته است می‌توان به درنده باسکرویل، چهار مرد و یک نیت خیر، تبار فو مانچو و قلعه فو مانچو اشاره کرد.